# Fusión latinoamericana
La fusión latinoamericana es un género musical o método de creación musical nacido en Chile en los años 1970, a partir de la fusión de elementos folclóricos latinoamericanos, anteriores al Neofolklore de los años 1960, con la Nueva Canción Chilena y otros estilos musicales más universales, como el rock, el jazz, la música brasileña y las raíces europeas.
Entre sus pioneros se encuentran bandas como Congreso, Inti-Illimani, Quilapayún y Los Jaivas, quienes durante el período de la dictadura militar continuaron desarrollando su estilo desde su exilio en Europa. Durante la dictadura militar aparecieron dentro de Chile bandas como Santiago del Nuevo Extremo y Sol y Medianoche, y tras el retorno a la democracia surgieron nuevos exponentes que continuaron desarrollando el estilo, tales como Joe Vasconcellos, La Marraqueta y Entrama.
Otras bandas selectas de este estilo son Illapu, Fulano, Barroco Andino, Napalé, Ortiga, La Hebra, Huara, Aranto, Huaika, y los más recientes Merkén, Dakel y Ajayu.